# Jordanië op de Paralympische Zomerspelen 2020
Jordanië was een van de landen die deelnam aan de Paralympische Zomerspelen 2020 in Tokio, Japan.

## Medailleoverzicht
| Atletiek    | Ahmad Hindi                       | Kogelstoten, F34 (m) | Goud  |  |  |
| Bankdrukken | Jamil Elshebli                    | +107 kg (m)          | Goud  |  |  |
| Bankdrukken | Abdelkareem Mohmmad Ahmad Khattab | -88 kg (m)           | Goud  |  |  |
| Bankdrukken | Omar Sami Hamadeh Qarada          | -49 kg (m)           | Goud  |  |  |
|             |                                   |                      |       |  |  |
| Tafeltennis | Khetam Abuawad                    | Enkelspel, C5 (v)    | Brons |  |  |

## Deelnemers en resultaten
(m) = mannen, (v) = vrouwen, (g) = gemengd 

### Atletiek

#### Veldonderdelen
| Paralympiër | Onderdeel            | Resultaat | Prestatie |
| ----------- | -------------------- | --------- | --------- |
| Ahmad Hindi | Kogelstoten, F34 (m) | Goud      | 12.25     |

### Bankdrukken
| Paralympiër                       | Onderdeel   | Resultaat | Prestatie           |
| --------------------------------- | ----------- | --------- | ------------------- |
| Mutaz Zakaria Daoud Aljuneidi     | -97 kg (m)  | 4e        | 215.0               |
| Jamil Elshebli                    | +107 kg (m) | Goud      | 241.0               |
| Abdelkareem Mohmmad Ahmad Khattab | -88 kg (m)  | Goud      | 231.0               |
| Omar Sami Hamadeh Qarada          | -49 kg (m)  | Goud      | 173.0               |
| Mohammad Tarbash                  | -65 kg (m)  | DNF       | Niet gefinisht      |
|                                   |             |           |                     |
| Tharwh Tayseer Hamdan Alhajaj     | -86 kg (v)  | NM        | Geen geldige poging |
| Asma Issa                         | -79 kg (v)  | 4e        | 115.0               |

### Tafeltennis
| Paralympiër                   | Onderdeel         | Groepsfase                   | Groepsfase                   | Groepsfase           | Positie             | Finalefase           | Finalefase                 | Finalefase               | Finalefase           | Plaats |
| Paralympiër                   | Onderdeel         | Wedstrijd I                  | Wedstrijd II                 | Wedstrijd III        | Positie             | 1/8e finale          | Kwartfinale                | Halve finale             | Finale               | Plaats |
| Paralympiër                   | Onderdeel         | Tegenstander Uitslag         | Tegenstander Uitslag         | Tegenstander Uitslag | Positie             | Tegenstander Uitslag | Tegenstander Uitslag       | Tegenstander Uitslag     | Tegenstander Uitslag | Plaats |
| ----------------------------- | ----------------- | ---------------------------- | ---------------------------- | -------------------- | ------------------- | -------------------- | -------------------------- | ------------------------ | -------------------- | ------ |
| Khetam Abuawad                | Enkelspel, C5 (v) | THA Panwas Sringam W met 3-0 | ISR Caroline Tabib V met 1-3 | Niet van toepassing  | 1e                  | Niet van toepassing  | Bye                        | CHN Pan Jiamin V met 1-3 | Uitgeschakeld        | Brons  |
| Faten Elelimat                | Enkelspel, C4 (v) | CHN Gu Xiaodan V met 0-3     | BRA Joyce Oliveira V met 0-3 | Niet van toepassing  | 3e                  | Niet gekwalificeerd  | Niet gekwalificeerd        | Niet gekwalificeerd      | Niet gekwalificeerd  | 11e    |
| Khetam Abuawad Faten Elelimat | Team, C4-5 (v)    | Niet van toepassing          | Niet van toepassing          | Niet van toepassing  | Niet van toepassing | Niet van toepassing  | Groot-Brittannië V met 1-2 | Niet van toepassing      | Niet van toepassing  | 5e     |

Afghanistan · 
Algerije · 
Amerikaanse Maagdeneilanden · 
Angola · 
Argentinië · 
Armenië · 
Aruba · 
Australië · 
Azerbeidzjan · 
Bahrein · 
Barbados · 
Belarus · 
België · 
Benin · 
Bermuda · 
Bosnië en Herzegovina · 
Botswana · 
Brazilië · 
Bulgarije · 
Burkina Faso · 
Burundi · 
Cambodja · 
Canada · 
Centraal-Afrikaanse Republiek · 
Chili · 
China · 
Chinees Taipei · 
Colombia · 
Congo-Brazzaville · 
Congo-Kinshasa · 
Costa Rica · 
Cuba · 
Cyprus · 
Denemarken · 
Dominicaanse Republiek · 
Duitsland · 
Ecuador · 
Egypte · 
El Salvador · 
Estland · 
Ethiopië · 
Faeröer · 
Fiji · 
Filipijnen · 
Finland · 
Frankrijk · 
Gabon · 
Gambia · 
Georgië · 
Ghana · 
Griekenland · 
Groot-Brittannië · 
Guatemala · 
Guinee · 
Guinee‑Bissau · 
Haïti · 
Honduras · 
Hongarije · 
Hongkong · 
Ierland · 
IJsland · 
India · 
Indonesië · 
Irak · 
Iran · 
Israël · 
Italië · 
Ivoorkust · 
Jamaica · 
Japan · 
Jordanië · 
Kaapverdië · 
Kameroen · 
Kazachstan · 
Kenia · 
Kirgizië · 
Koeweit · 
Kroatië · 
Laos · 
Lesotho · 
Letland · 
Libanon · 
Liberia · 
Libië · 
Litouwen · 
Luxemburg · 
Madagaskar · 
Maleisië · 
Mali · 
Malta · 
Marokko · 
Mauritius · 
Mexico · 
Moldavië · 
Mongolië · 
Montenegro · 
Mozambique · 
Namibië · 
Nederland · 
Nepal · 
Nicaragua · 
Nieuw-Zeeland · 
Niger · 
Nigeria · 
Noord-Macedonië · 
Noorwegen · 
Oeganda · 
Oekraïne · 
Oezbekistan · 
Oman · 
Oostenrijk · 
Pakistan · 
Palestina · 
Panama · 
Papoea-Nieuw-Guinea · 
Peru · 
Polen · 
Portugal · 
Puerto Rico · 
Qatar · 
Roemenië · 
Russisch Paralympisch Comité ·
Rwanda · 
Saint Vincent en Grenadines · 
Samoa · 
Saoedi-Arabië · 
Sao Tomé en Principe · 
Senegal · 
Servië · 
Seychellen · 
Sierra Leone · 
Singapore · 
Slovenië · 
Slowakije · 
Somalië · 
Spanje · 
Sri Lanka · 
Syrië · 
Tadzjikistan · 
Tanzania · 
Thailand · 
Togo · 
Tonga · 
Trinidad en Tobago · 
Tsjechië · 
Tunesië · 
Turkije · 
Turkmenistan · 
Uruguay · 
Venezuela · 
Verenigde Arabische Emiraten · 
Verenigde Staten · 
Vietnam · 
Zimbabwe · 
Zuid-Afrika · 
Zuid-Korea · 
Zweden · 
Zwitserland
Paralympisch Vluchtelingen Team